# Globo pálido

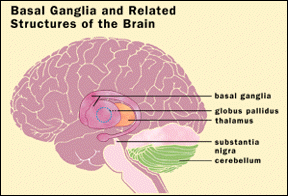
Partes do cérebro relacionadas com os trajetos do globo pálido.

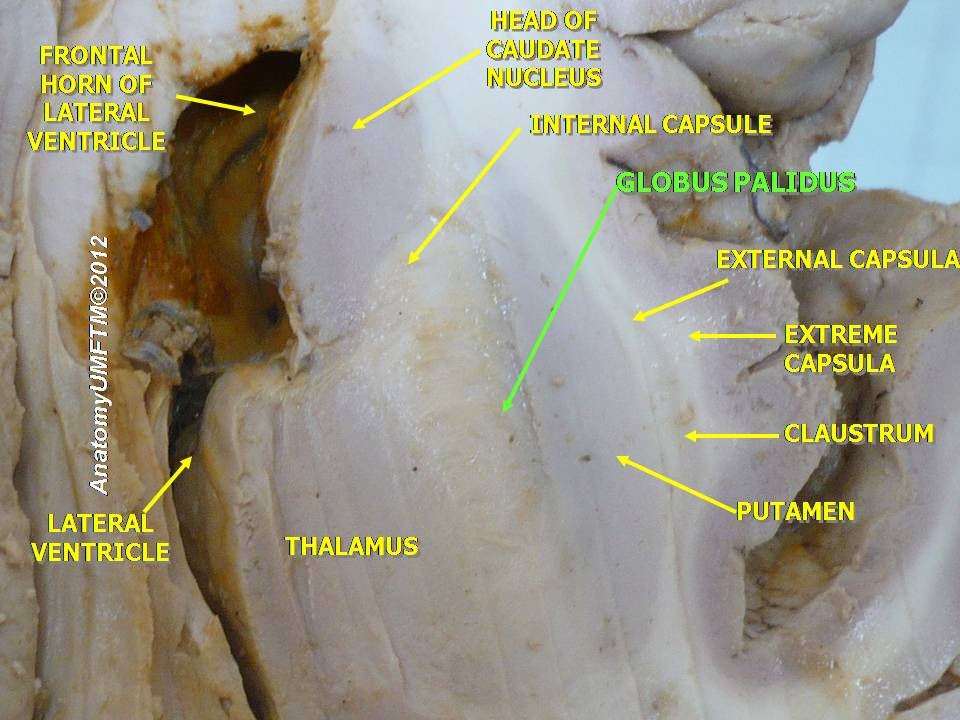
Gânglios da base (putamen, núcleo caudato e globo pálido) e áreas vizinhas.

O globo pálido (do latim Globus pallidus) também chamado de paleoestriado é uma estrutura sub-cortical do cérebro que integra o telencéfalo. Junto com o subtálamo forma o sistema extrapiramidal, parte importante na coordenação motora.
É o principal elemento do sistema dos núcleos da base, e uma das partes do encéfalo que evoluiu mais cedo. Possuem importante função na aquisição e manutenção de informações (aprendizagem) e no processamento de emoções.
Seus neurônios são longos e com muitos dendritos e coberto com axônios com densa mielina que lhe dão a cor pálida característica.

## Função
Sua principal função é a de controle de movimentos voluntários subconscientes. Sua principal fonte de aferências vêm do corpo estriado. Seus principais receptores são para GABA, glutamato e dopamina. 

## Patologias
Está associado com doenças que prejudicam o controle de movimentos como parkinsonismos, síndrome de Tourette, transtorno bipolar, a doença de Huntington, o mal de Parkinson e outras doenças degenerativas.